# Ireneo García Alonso
Ireneo García Alonso (* 25. März  1923 in Quintanilla Vivar; † 4. Juni 2012 in Toledo) war ein spanischer Geistlicher und römisch-katholischer Bischof von Albacete.

## Leben
Ireneo García Alonso studierte Theologie und Philosophie am Seminar von Burgos (1934/40) und Toledo (1941/42). 1948 wurde er an der Päpstlichen Universität Salamanca in Theologie promoviert. Von 1948 bis 1949 war er Diakon in Helechosa de los Montes in Badajoz. Er empfing am 23. Juli 1950 die Priesterweihe und war bis 1955 Professor für Geisteswissenschaften am Priesterseminar von Toledo. 1957 graduierte er in Kirchenrecht an der Päpstlichen Universität Gregoriana in Rom und war von 1958 bis 1968 Kanoniker an der Kathedrale von Toledo sowie ab 1960 Kanzler des Erzbistums Toledo.
Papst Paul VI. ernannte ihn am 7. Dezember 1968 zum Bischof von Albacete. Der Apostolische Nuntius in Spanien, Luigi Dadaglio, spendete ihm am 25. Januar 1969 die Bischofsweihe in der Kathedrale von Albacete; Mitkonsekratoren waren Arturo Tabera Araoz CMF, Erzbischof von Pamplona-Tudela, und Anastasio Granados García, Weihbischof in Toledo. In der spanischen Bischofskonferenz CEE war er Mitglied der Bischöflichen Kommission für Liturgie von 1969 bis 1981.
Am 4. August 1980 nahm Papst Johannes Paul II. sein Rücktrittsgesuch aus gesundheitlichen Gründen an.

## Schriften
- La administracion de sacramentos en Toledo despues del Cambio de rito, 1958
- El manuel Toledano para la administracion de sacramentos a traves de los siglos XIV-XVI, Universidad Pontificia 1958
- Edicion tridentina del manual Toledano y su incorporacion al Ritual Romano, 1960